# Lex Cincia
Die Lex Cincia (auch: lex Cincia de donis et muneribus) war ein republikanisches römisches Gesetz aus dem Jahre 204 v. Chr. Erlassen wurde es im Concilium plebis (Volkstribunat), weshalb es als Plebiszit gekennzeichnet ist.
Inhaltlich regelte das Gesetz Obergrenzen für die Annahme von Schenkungen von Dritten, die nicht nah mit dem Schenker verwandt oder verschwägert waren. Zweck der Regelung war, dass übertrieben ausgelebter Luxus im allgemeinen Interesse beschränkt werden sollte, ohne allerdings der besitzenden Klasse der römischen Führungsschicht zu nahe zu treten.
Unbekannt sind die Wertgrenzen und ob das Gesetz Zuwiderhandlungen sanktionierte. Möglicherweise enthielt es keine Regelungen dazu. Die neuere Forschung um Max Kaser klassifiziert das Gesetz jedenfalls als lex imperfecta, was bedeutet, dass seine Durchsetzung allein von der Anwendung prozessualer Machtmittel durch den Gerichtsmagistraten, den Prätor, abhing. Sanktionen sprach der zumeist erst auf Antrag des Schutzbedürftigen aus. 
Die Grundsätze der Verbotsnorm wurden durch prätorische Edikte und durch richterliche Festlegungen konkretisiert. Während der späteren Kaiserzeit galt das Recht fort, wobei dann auch Kaiserecht die Rechtslage mitbestimmte. Aufgrund des Fehlens der Anordnung von Sanktionen (Strafe) oder Wirksamkeitsvoraussetzungen (Nichtigkeitsfragen bei Schenkungen), blieb auch eine verbotene Schenkung im Sinne des ius civile wirksam. Unterschieden wurde im Gesetz noch, ob die Schenkung bereits vollzogen war oder nicht. Eine vollzogene Schenkung (donatio perfecta) blieb unangreifbar. Ganz ausnahmsweise konnte der Schenker beim Beschenkten kondizieren, wenn er den Gegenstand in Unkenntnis des Schenkungsverbotes zugewendet hatte. Eine nicht vollzogene Schenkung, die ein bloßes Schenkungsversprechen ist, war für den Beschenkten nicht durchsetzbar, wenn der Schenker die prätorische Einrede der exceptio legis Cinciae erhob. Eine exceptio war ursprünglich vererbbar. Das änderte sich allerdings ab der Spätklassik, die das Recht der Geltendmachung von Einreden auf den Schenker allein beschränkte. Insoweit war der Wille und eine Übertragungsentscheidung des Schenkers unerheblich geworden, denn der juristische Beharrlichkeitsgrundsatz der perseverantia voluntatis konsumierte die Gestaltungsrechte des Schenkers in dieser Hinsicht. Reichhaltige juristenrechtliche Literatur beschäftigte sich mit Auslegungsregeln zur Frage des Schenkungsvollzugs.
Die lex Cincia wurde schon zu Zeiten des klassischen Rechts in der Kaiserzeit als überholt empfunden, weshalb das Gesetz kaum mehr beachtet wurde. Letztlich erfolgte die Außerkraftsetzung im Wege der gewohnheitsrechtlichen desuetudo. In der justinianischen Gesetzgebung war die lex weitgehend getilgt.